# Pfund Sterling
Das Pfund (englisch Pound) Sterling (auch als britisches Pfund bezeichnet) ist die Währung des Vereinigten Königreichs sowie der Kanalinseln, der Isle of Man sowie einiger britischer Überseegebiete. Traditionell ist auf den Geldscheinen, wie in anderen Commonwealth Realms auch, der britische Monarch porträtiert.
Das Währungssymbol £ leitet sich von dem lateinischen Wort libra „Pfund“ ab und kann im Deutschen wie alle Währungszeichen dem Geldbetrag wahlweise nach- oder vorangestellt werden. Der Standard ISO-4217-Währungscode lautet GBP (Great Britain Pound).

## Geschichtliche Entwicklung

### Entstehung und Gebrauch des Namens

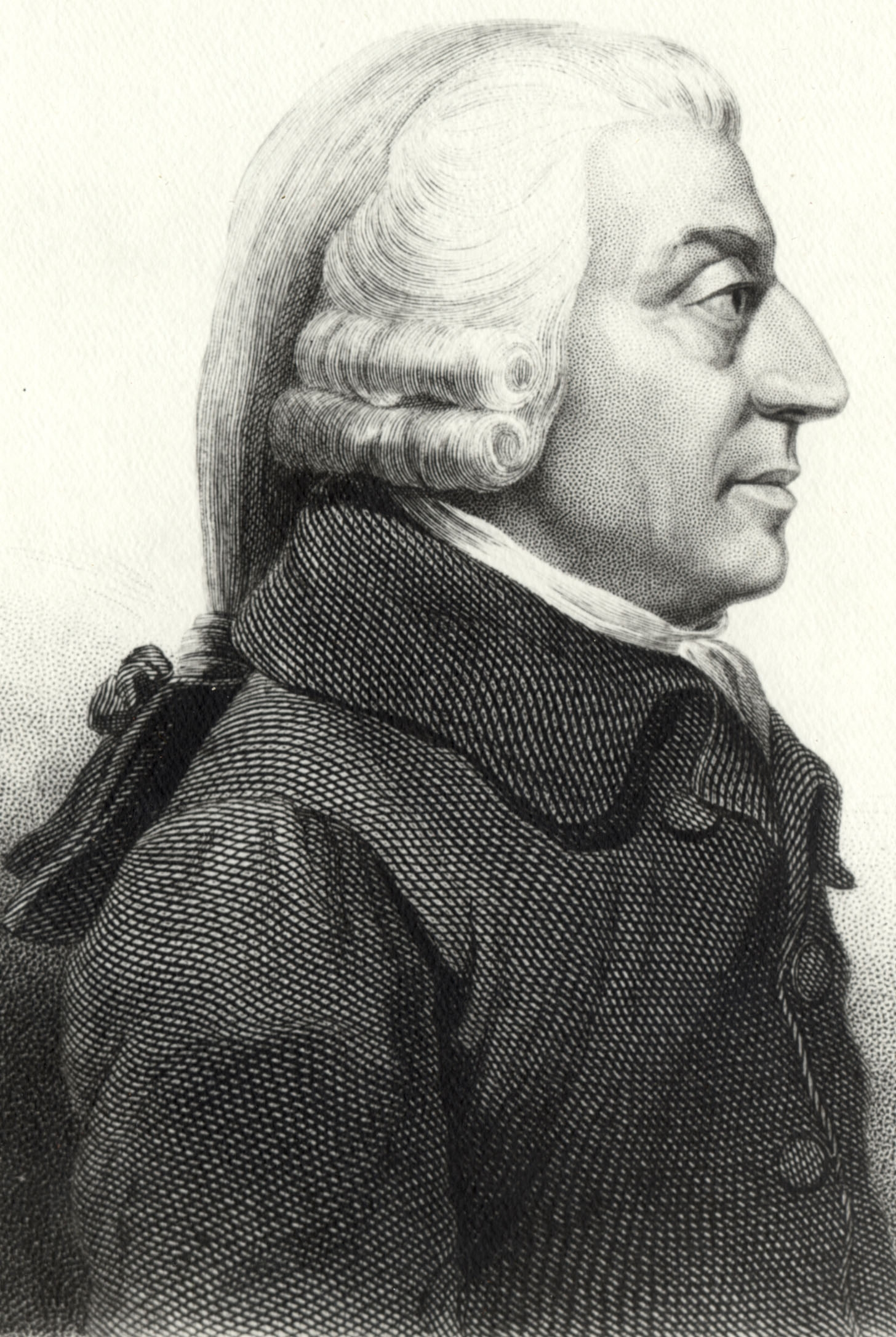
Adam Smith nach einem Emaille-Medaillon von James Tassie von 1787

Sterling ist der Name der Währung, Pfund der Name der Einheit, in der diese Währung denominiert wird. Ähnliches ist bei der chinesischen Währung Renminbi zu beobachten, deren Einheit Yuan heißt.
Über die Entstehung des Namens Pfund Sterling gibt es verschiedene Ansichten:
- Etymologisch leitet sich das Pfund Sterling unmittelbar vom Sterling als Benennung des englischen Silberpenny ab. Eine Ansicht sieht als Ursprung das griechisch-lateinische stater, den biblischen Namen einer großen Münze. Die Bezeichnung ‚Sterling‘ erscheint dann – vermittelt über verschiedene Formen wie mittellateinisch sterlingus, mittelhochdeutsch stœrlinc, westfränkisch esterling, altfranzösisch esterlin – als Bezeichnung einer ausländischen Münze.[1]
- Der Name Sterling taucht das erste Mal in einem französischen Dokument im 11. Jahrhundert auf. Er beschreibt eine bestimmte Qualität von Silber. Dies war aus der damaligen Sicht notwendig, damit die Menschen Vertrauen in das Münzgeld und dessen Einheitlichkeit bekamen oder, um es mit Adam Smiths Worten zu sagen: „Die ersten öffentlichen Stempel dieser Art, die auf die umlaufenden Metalle gedrückt wurden, sollten anscheinend in vielen Fällen dasjenige verbürgen, was zu verbürgen am schwierigsten und zugleich am wichtigsten ist, nämlich die Güte oder Feinheit des Metalls; sie mögen wohl der Sterlingmarke ähnlich gewesen sein, die man jetzt [Anm.: Ende des 18. Jahrhunderts] auf Silbergeschirr und Silberbarren prägt, […]“[2]

### Entstehung der Währung
Das Pfund ist etwa 1200 Jahre alt und damit die älteste Währung der Welt, die immer noch in Gebrauch ist.

#### Einführung des Silberpennys

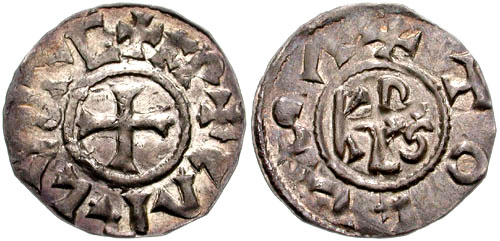
Karolingischer Denarius (Denier)

Im Königreich Kent wurden seit etwa 765 n. Chr. die leichten Sceattas (Bezeichnung einer frühmittelalterlichen Münzsorte) durch schwerere Silberstücke abgelöst. Um 775 n. Chr. gaben die angelsächsischen Könige zum ersten Mal Silbermünzen nach dem Vorbild des karolingischen Denars (siehe Karolingische Münzordnung) heraus. Eingeführt wurde der Silberpenny von König Offa von Mercia (757–796), dem ersten angelsächsischen König.
Beim Silberpenny orientierte man sich in Gewicht und Feinsilbergehalt an den karolingischen Denaren auf dem Festland, wie sie im Frankenreich seit etwa 755 n. Chr. geschlagen wurden. Aus einem karolingischen Pfund Silber (ca. 406,5 g) wurden genau 240 Silberpennies geprägt. Diese Zahl geht ebenfalls auf die karolingische Münzreform zurück, die das Karlspfund in 20 Solidi (Shillinge) zu je 12 Denarii (Pfennigen) einteilte (die bis 1971 gebräuchlichen Abkürzungen „s“ und „d“ für den Shilling bzw. Penny gingen auf diese lateinischen Bezeichnungen zurück). Dies ergibt nominal etwa 1,7 g Feinsilber/Denar. Gewicht und Silbergehalt des einzelnen Penny schwanken herstellungsbedingt; durch Auslese der schwereren Stücke und absichtliche Münzverschlechterung sank der durchschnittliche Silbergehalt im Laufe der Zeit.
Das „Pfund Sterling“ war daher weder eine ausgeprägte Münze noch eine Gewichtseinheit, sondern eine Zähleinheit für 240 silberne Kleinmünzen.

#### Münzreform
Unter Heinrich II. (1133–1189) gab es eine Münzreform, sodass trotz Herrscherwechsels Gewicht (1,3–1,45 g) und Feingehalt (925/1000) der Silbermünze Bestand hatten. Damit wurde der Short-Cross-Penny eingeführt; er zeigte auf der Vorderseite das zeptertragende Brustbild des Herrschers und ein kurzes Zwillingsfadenkreuz auf der Rückseite und wurde von 1180 bis 1247 geprägt. Abgelöst wurde der Short-Cross-Penny vom Long-Cross-Penny; dieser wies auf der Rückseite ein bis zum Münzrand reichendes Langkreuz auf und wurde von 1247 bis 1279 von einer weltlichen und drei geistlichen Münzanstalten geprägt.
Die Beständigkeit des Penny machte ihn zu einer der bedeutendsten Handelsmünzen. Er war auch in Schottland, den Niederlanden, Skandinavien und im Rheinland weit verbreitet. Durch die Champagne-Messen konnte er sogar bis nach Italien und an das östliche Mittelmeer vordringen. Der Name Sterlingsilber begann sich im Laufe des 13. Jahrhunderts als Standard-Feinsilbergehaltsangabe (925/1000) zu etablieren. Von Italien ausgehend verbreitete sich der Name im Laufe der Jahre in ganz Westeuropa. Unter Eduard I. (1239–1307) wurde das Pfund Sterling nach dem Tower-Gewicht bemessen, welches etwas geringer war als das des Troyes-Pfundes (französische Variante des Karlspfundes).

#### Einführung des Troyes-Pfundes
Heinrich VIII. (1491–1547) führte das Troyes-Pfund ein. Ab diesem Zeitpunkt wurde ein Pfund Sterling nach diesem Gewicht bemessen.

### Die Bank of England und die Einführung des Papiergeldes
Als König William und Königin Mary 1688 den Thron bestiegen, befand sich die Finanzlage Englands in einem beklagenswerten Zustand. Großbritannien stand im Krieg mit Frankreich und benötigte neue Geldquellen zur Bezahlung seiner Truppen und der Kriegsflotte. Um das zerrüttete Geld- und Kreditsystem wieder aufzubauen, wurde eine Nationalbank benötigt. Diese sollte nationale Reserven mobilisieren. William Paterson, ein schottischer Kaufmann, bot der Regierung 1694 einen Kredit in Höhe von 1,2 Millionen Pfund zu einem Zinssatz von acht Prozent an. Er schlug die Bildung einer Gläubigergemeinschaft vor und verlangte als Gegenleistung die Einsetzung der Geldgeber als Direktoren der neuen Gesellschaft Bank of England. Außerdem verlangte Paterson das Recht, Banknoten in Höhe des Darlehens auszugeben und Bankgeschäfte zu betreiben. Im Jahr 1694 begann die Bank of England erstmals handgeschriebene Banknoten auszugeben. Erst später wurden sie durch gedruckte Noten ersetzt. Sie waren nummeriert und mit dem Namen der Bank und der Aufschrift I promise to pay the bearer on demand the sum of … pounds („Ich gelobe, dem Inhaber auf Verlangen einen Betrag in Höhe von … Pfund auszuzahlen“) versehen. Geldfälscher bereiteten der Bank of England große Probleme; da die handgeschriebenen Noten leicht zu fälschen waren, wurde 1697 ein Wasserzeichen eingeführt, das durch das Papier hindurchschimmerte. Diese Wasserzeichen zeigten eine Schriftrolle und eine Tafel mit der Aufschrift Bank of England. Bis 1928 wurden die Noten der Bank of England ausschließlich einfarbig in schwarz auf weißem Papier gedruckt. Die Rückseite der Noten blieb unbedruckt. 1928 wurden zusätzlich zur existierenden Black & White Serie (5 Pfund bis 1000 Pfund) neue, farbige, beidseitig bedruckte 10-Shilling- und 1-Pfund-Noten herausgegeben. Die letzten Noten der Black & White Serie wurden 1956 gefertigt. Seit 1957 sind alle Noten der Bank of England mehrfarbig und beidseitig bedruckt. Während ihrer ersten 150 Jahre hatte sich die Bank of England bei der Kreditvergabe an den englischen Staat zudem gegenüber anderen privaten Konkurrenten zu behaupten, was ihr aber gelang. Sie war die erste Zentralbank mit strengen Regeln für die Golddeckung der umlaufenden Banknoten.

### Goldstandard

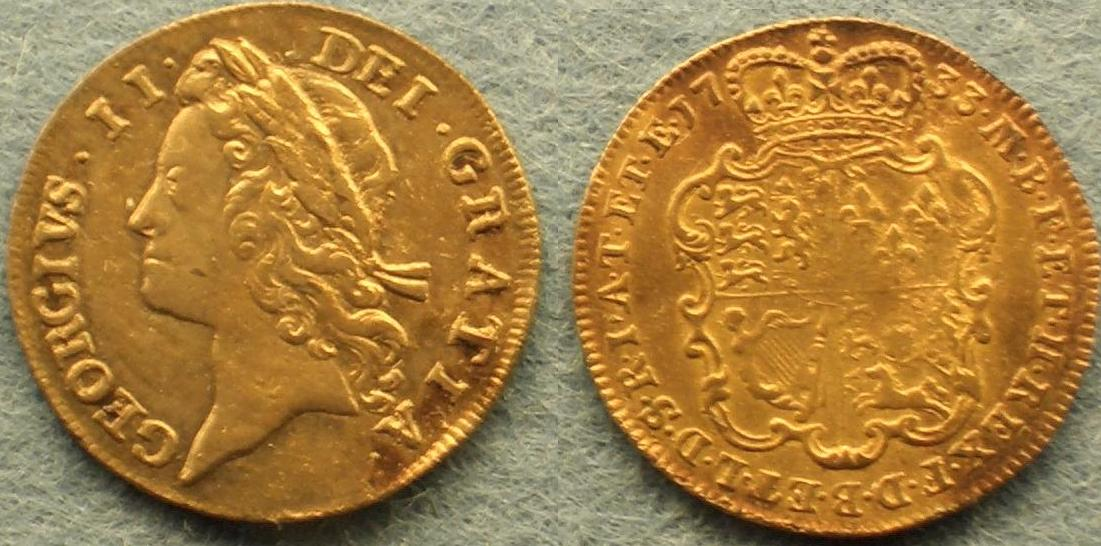
Zwei Guineen aus der Zeit König Georgs II.

Ab 1663 kam in England die Guinee, eine wertvolle Goldmünze, in allgemeinen Gebrauch. Das Wertverhältnis zwischen Guinee und den offiziell weiter geltenden Silbermünzen schwankte je nach den Marktpreisen für Gold und Silber. 1717 begann der Weg in den Goldstandard. Der heute noch wegen seiner Naturforschungen bekannte Isaac Newton war damals englischer Münzmeister. Er setzte damals fest, dass eine Guinee einen Wert von 21 silbernen Shillings haben sollte. Newton hatte damit einen offiziellen Bimetallismus eingeführt.
Im Vergleich zu den Weltmarktpreisen war Gold jetzt in England überbewertet. Es lohnte sich daher, Gold nach Großbritannien einzuführen, dort in Silber einzutauschen und dieses dann wieder zu exportieren. Die Konsequenz daraus war, dass in England vollhaltige Silbermünzen allmählich aus dem Zahlungsverkehr verschwanden. Es folgte ein Kleingeldmangel, der die Ausbringung privater kupferner Penny- und Farthing-Token beförderte. Goldmünzen wurden daraus folgend zum dominierenden Zahlungsmittel, mit der weiteren Konsequenz, dass nicht Silber, sondern Gold zum Standard aufstieg.
Viele Staaten, zunächst in Europa und dann weltweit, übernahmen den in England 1816 offiziell eingeführten Goldstandard. Die Anpassung erfolgte insbesondere aufgrund der zunehmenden Dominanz Englands in den internationalen Finanz-, Wirtschafts- und Handelsbeziehungen.

#### Entstehung des Wechselkurses
Das Papiergeld, also die Banknoten, waren verbriefte Gold-Forderungen. Das heißt, sie konnten jederzeit bei der Zentralbank zu einem festgelegten Tauschverhältnis in die entsprechende Menge Gold eingetauscht werden. Ende des 19. Jahrhunderts entstand zum ersten Mal mit Ausbreitung des Goldstandards ein internationales System fester Wechselkurse. Jedoch beruhte dieses System nicht auf offiziellen internationalen Regelungen und Vereinbarungen.

#### Krise der „Bank of England“

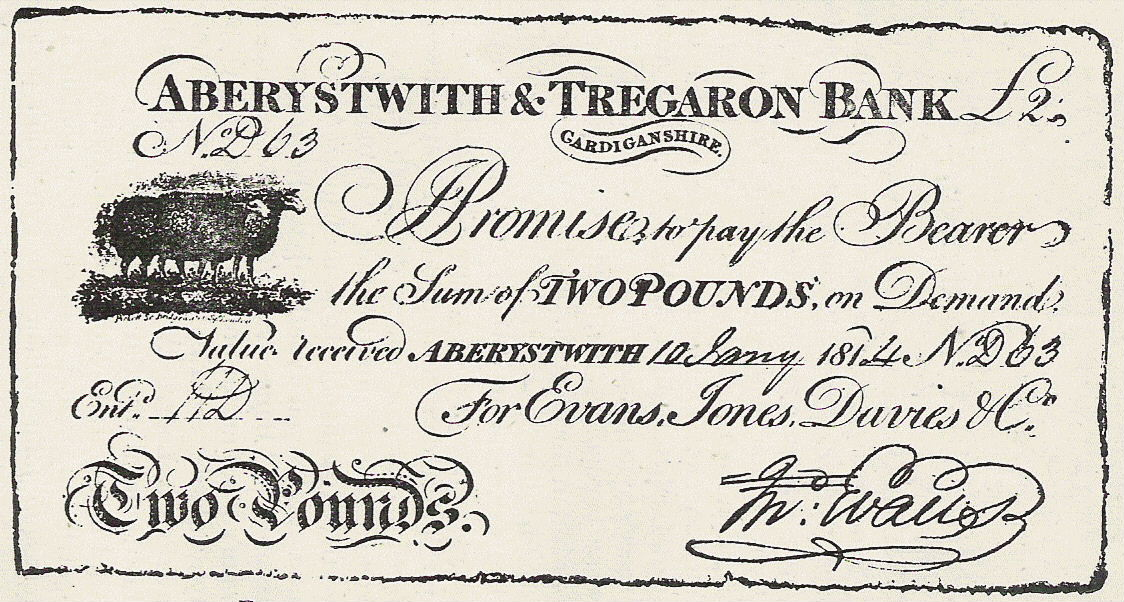
£2 Banknote der Aberystwith and Tregaron Bank von 1814

Die Kriege gegen Napoleon (1793–1815) stellten für die britische Finanzwirtschaft eine große Belastung dar. Diese und eine Konkurswelle nötigten die Bank of England dazu, 1793 die erste 5-Pfund-Note herauszugeben. Am 22. Februar 1797 löste die Landung französischer Truppen in Wales eine Panikwelle unter der Bevölkerung aus.
Die Öffentlichkeit verlangte Goldmünzen statt des als wertlos erachteten Papiergeldes. In kürzester Zeit schrumpften die Goldreserven der Bank. Sie stellte alle Zahlungen von Goldmünzen gegen Banknoten ein und gab 1- und 2-Pfund-Noten heraus.

#### „Sovereign“

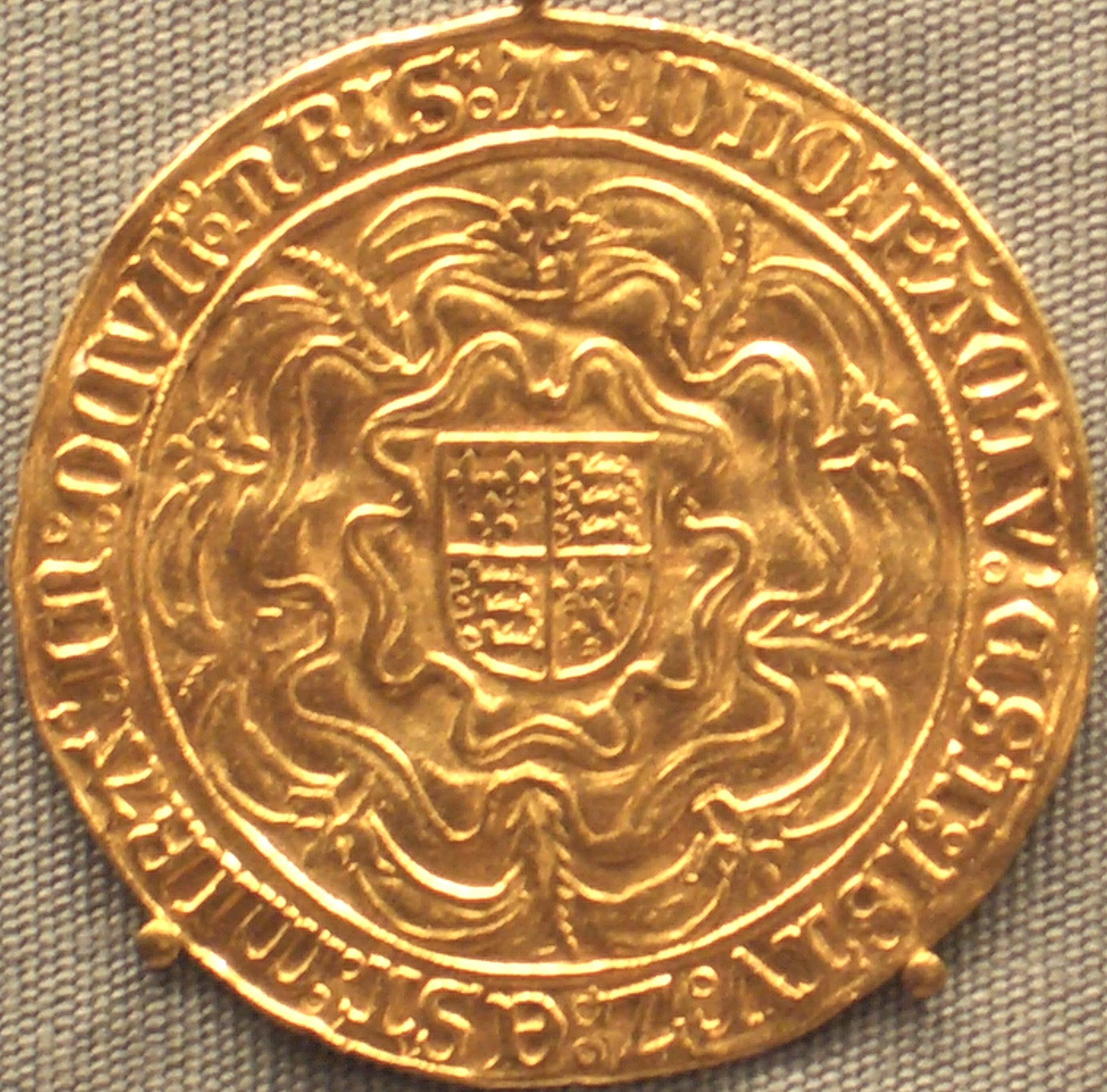
Sovereign, 1558

Der Nachfolger der Guinee wurde der moderne Sovereign im Wert von 20 Shilling, d. h. einem Pfund Sterling. Er wurde im 19. Jahrhundert zur Hauptgoldmünze Großbritanniens. Die Münze wiegt 7,98805 g, hat einen Feingehalt von 916/1000 und damit am heutigen Goldpreis gemessen einen Wert von 674,38 Euro. Der Sovereign wurde kurze Zeit später dem Goldwert angepasst und entsprach bis zur Dezimal-Pence-Einführung folgenden Münznominalen:
1 Sovereign = 4 Crown = 8 Half Crown = 10 Florin = 20 Shilling = 60 Groat = 240 Penny = 960 Farthing = 1 Pfund Sterling.
Der Sovereign wurde ab 1855 in Australien, ab 1908 auch in Kanada (Ottawa), Südafrika und Indien geprägt. 1917 wurde in Großbritannien die Prägung eingestellt, da der Goldwert den Nennwert von einem Pfund Sterling überstieg. 1925 und 1937 wurden in London nochmals geringe Auflagen geprägt. 1932 beendete auch Südafrika als letzter Staat des Commonwealth mit der Abschaffung der Golddeckung die Prägung als Umlaufmünze.

#### „Guinea“
Viele Preise (insbesondere für Kleidung) wurden bis zur Währungsumstellung 1971 sehr oft in „Guineas“ angegeben, und bis heute spielt sie im Auktionshandel eine Rolle. 1 Guinea entsprach 1 Pfund und 1 Shilling (also 21 Shilling) oder in alter Schreibweise £ 1 1 s 0 d beziehungsweise heute 1,05 Pfund. Eine Preisangabe von 58 Guineas entsprach demnach £ 60 18 s 0 d, was auch den Vorteil hatte, dass der Preis so niedriger erschien. Die Guinea als eigene Banknote gab es jedoch nicht.

#### Das Ende des Goldstandards

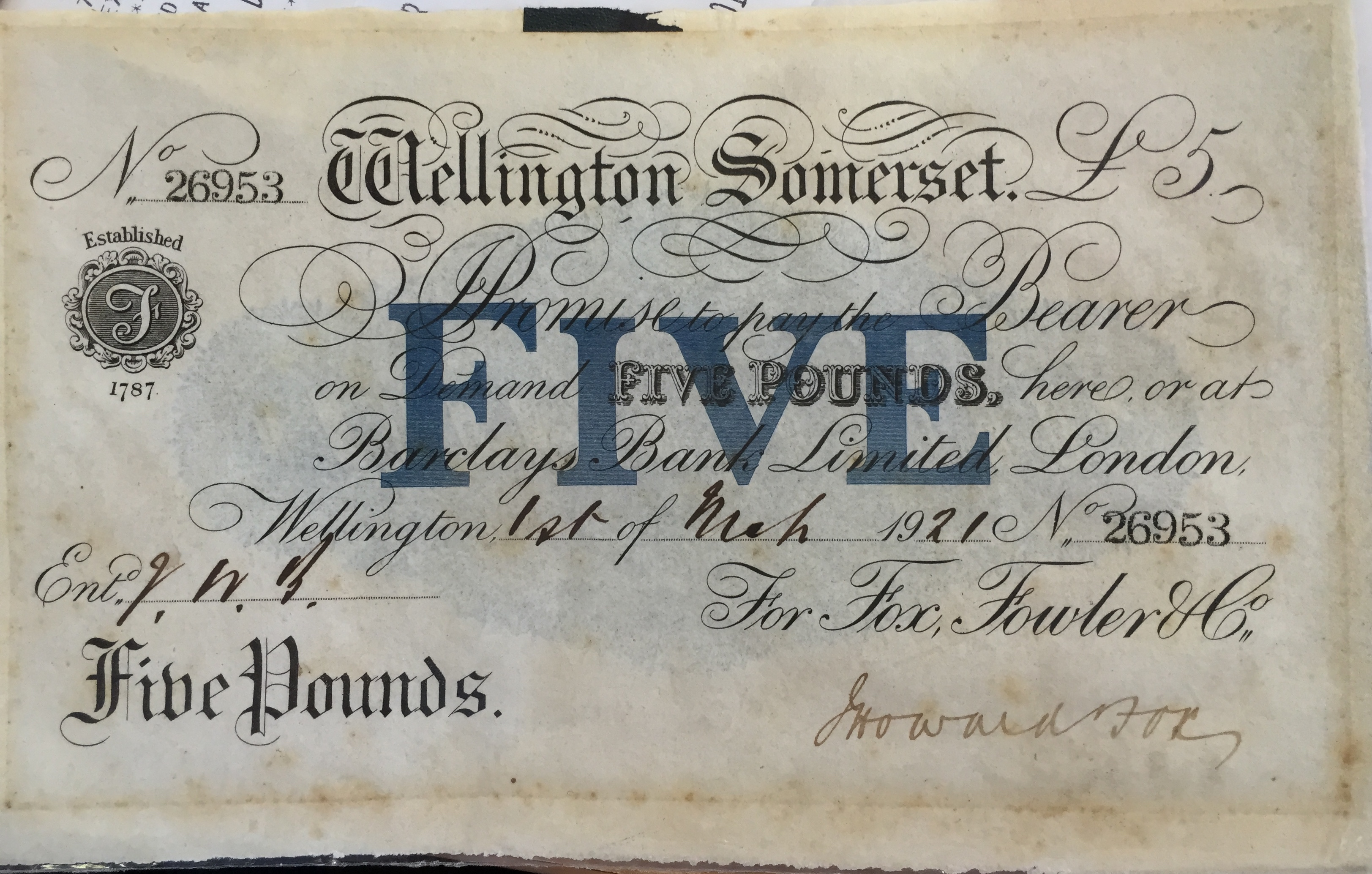
£5 Note der Fowler Bank von 1921

Während des Ersten Weltkrieges setzten viele Länder, darunter auch Großbritannien, den Goldstandard aus. 1925 beschloss der damalige Schatzkanzler Winston Churchill zum Goldstandard zurückzukehren. Der Wechselkurs, wie er vor dem Krieg aktuell war (4,86 US-Dollar zu einem Pfund), wurde übernommen. Die Einführung des Goldstandards zur Vorkriegsparität kam dabei einer starken Aufwertung des Pfundes gleich. Wirtschaftshistoriker haben kalkuliert, dass das Pfund um 10 % überbewertet in den Goldstandard eingetreten war, was zu einer Erhöhung der Arbeitslosenzahl um 721.000 führte. Im Nachhinein bezeichnete Churchill die Entscheidung als den größten Fehler seines Lebens. Die Überbewertung des Pfund Sterling hatte jahrelang hohe Leistungsbilanzdefizite verursacht, was eine Verringerung der Goldbestände der britischen Notenbank zur Folge hatte. Es wurde für die Bank von England immer schwieriger, die definierte Goldparität zu halten. Die Goldkonvertibilität des britischen Pfunds wurde im September 1931 aufgehoben. Dieses Datum markiert somit das Ende des Versuchs der Wiedereinführung des Goldstandards.

### Sterlingblock (1930–1950)

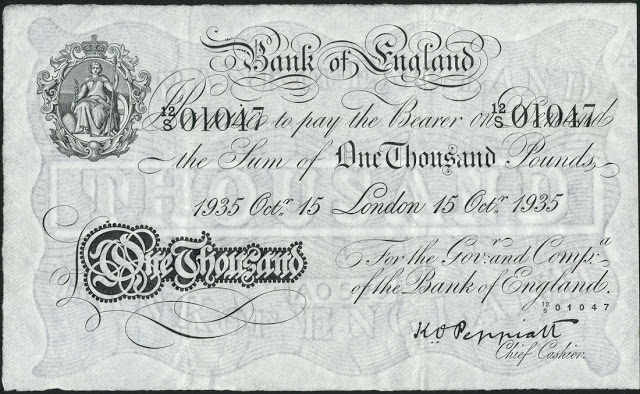
1000 Pfund Geldschein von 1935

Beim Sterlingblock (Sterling-Gebiet) handelte es sich um einen Verbund von Staaten, die ihre Währung am Pfund Sterling ausrichteten. Er wurde 1931 begründet, als die Pfundländer ihre Währung vom Gold lösten und stellt eine der ersten Währungsunionen nach Beginn der Weltwirtschaftskrise dar.
Teil des Zusammenschlusses waren die britischen Kolonien, die von Großbritannien politisch abhängigen Staaten (Ägypten, Irak, Transjordanien) und zwei wirtschaftlich abhängige Staaten, die Dominions Australien, Neuseeland, Irischer Freistaat und Neufundland. Nur die Dominions Kanada und die Südafrikanische Union traten dem Sterlingblock im Jahr 1931 nicht bei. Bereits in der ersten Hälfte des 19. Jh. begann das Empire zu einer Währungsunion zusammenzuwachsen. Mit der Einführung des Silver shilling 1825 wurde eine Art „Empire-Münze“ geschaffen. Sie sollte die führende Münze in allen Teilen des Empire werden. Unterstützt wurde dies auch durch die Auszahlung der in den Kolonien stationierten Soldaten in silver shilling. Die Bindung an das Pfund Sterling erfolgte auch durch die Verpflichtung der Banken in den Kolonien, die das Recht der Münzprägung und der Notenemission ausüben wollten, gewisse Mindestreserven sowie öffentliche Schuldtitel in Sterling zu unterhalten.
Dem Block schlossen sich 1932 Thailand, 1933 Schweden, Norwegen, Finnland, Dänemark und Estland und 1936 Lettland, der Iran und die Südafrikanische Union an. Bis 1939 bestanden für den Sterlingblock keine vertraglich festgelegten Regeln. Außer den britischen Kolonien und politisch abhängigen Gebieten konnten sich die Staaten nach eigenem Ermessen der Währungsunion anschließen oder auch nicht. Erst mit Beginn des Zweiten Weltkriegs wurde die Sterling Area mit festen Regeln und Bindungen begründet. Aus dieser Sterling Area bezog Großbritannien einen großen Teil seiner Kriegslieferungen. Eine Verschuldung Großbritanniens in Höhe von 2,7 Mrd. Pfund gegenüber den Lieferländern entstand dadurch, dass Großbritannien die anderen Länder der Sterling Area nur mit Sterling-Gutschriften bezahlte. In den Nachkriegsjahren verließen nach und nach viele Mitglieder die Sterling Area aus politischen Gründen, wie z. B. Ägypten (1947), Israel (1948) und Irak (1959).
Bis März 1950 versuchte eine britische Delegation vergeblich, Westdeutschland stärker an den Sterlingblock zu binden. Großbritannien wollte Handelsbilanzdefizite in Pfund Sterling ausgleichen, um so seine US-Dollar-Reserven zu schonen.

### Bretton Woods (1944–1967)

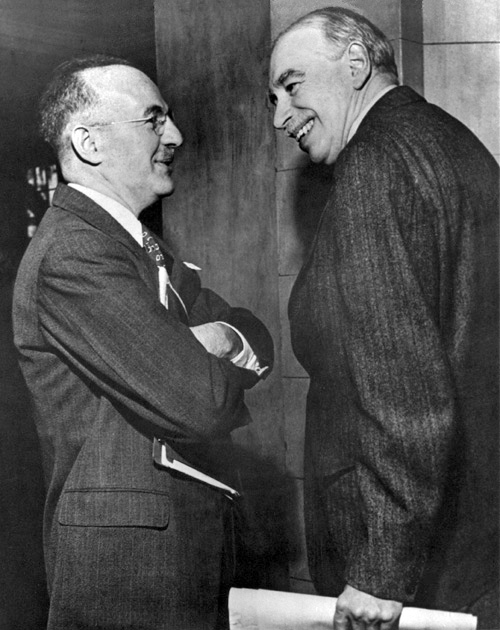
Harry Dexter White (links) mit John Maynard Keynes

Nach dem Ende des Zweiten Weltkriegs löste der US-Dollar das Pfund als Leitwährung ab. Bereits im Bretton-Woods-System von 1944 wurde der US-Dollar als neue Leitwährung anerkannt. An der Bretton-Woods-Konferenz hatten 44 Staaten teilgenommen. Diskutiert wurden insbesondere zwei Vorschläge: derjenige von John M. Keynes, der für die britische Variante eintrat, und derjenige von Harry Dexter White (USA). Großbritannien hatte durch die Zerstörungen des Krieges und die hohen Kriegsschulden ein enormes Außenhandelsdefizit aufgebaut, was seine Verhandlungsposition auf der Konferenz gegenüber den USA schwächte. Mit der Durchsetzung von Whites Plan wurde der US-Dollar als Ankerwährung an Gold gebunden (35 US-Dollar/Unze). Außerdem legte er fixe Wechselkurse zu anderen Währungen fest.
Im September 1949 und Anfang 1950 wertete die Regierung Attlee das Pfund ab.
Im April 1956 beschwor der damalige Schatzkanzler (und spätere Premierminister) Harold Macmillan die Gefahren einer Inflation.
In Großbritannien wuchs die Produktion langsamer als in anderen europäischen Ländern. Am 18. November 1967 wurde das Pfund Sterling um ein Siebtel (etwa 14,3 %) abgewertet. Mitte 1968 beschloss die Bank für internationalen Zahlungsausgleich, das Pfund nicht mehr als Reservewährung zu betrachten.
Verschiedene Faktoren veranlassten US-Präsident Richard Nixon, am 15. August 1971 das Ende der Bindung des US-Dollar an den Goldpreis zu verkünden (Näheres im Artikel Nixon-Schock). Der 'London Gold Pool' war bereits im März 1968 zusammengebrochen.
Im April 1972 trat Großbritannien dem Europäischen Wechselkursverbund bei (wahrscheinlich war das Pfund zu dieser Zeit überbewertet). Im Juni 1972 setzten hohe Devisenabflüsse aus Großbritannien ein – Marktteilnehmer kauften die Devisen und zahlten mit britischem Pfund. Am 23. Juni 1972 brach Großbritannien aus der Währungsschlange aus und ging zum freien Floaten über (dabei blieb es bis heute, Stand Juni 2015); einige europäische Devisenbörsen wurden wegen dieser Abflüsse einige Tage geschlossen.

### Umstellung auf das Dezimalsystem (1971)
Am 15. Februar 1971 („Decimal Day“) wurde das seit dem 9. Jahrhundert bestehende, auf dem karolingischen Münzsystem beruhende englische Münzsystem durch das international übliche Dezimalsystem ersetzt. Ein Pfund Sterling unterteilt sich seitdem in 100 Pence (Abkürzung p). Zuvor wurde ein Pfund Sterling in 20 Shilling (Abkürzung: s) und jeder Shilling in 12 Pence (Abkürzung: d) unterteilt, sodass ein Pfund 240 Pence entsprach. In einer Übergangsphase von 18 Monaten wurden die alten Penny-Münzen durch den sogenannten „New Penny“ oder auch „Decimal-Penny“ ersetzt. Es wurden Bronzemünzen (später kupferplattierte Stahlmünzen) im Wert von ½ Penny, 1 Penny und 2 Pence ausgegeben. Die 5-, 10- und 50-Pence-Münzen bestanden aus Kupfernickel. Anfänglich wurden die alten Münzen noch im Umlauf belassen und zunächst den neuen Münzen gleichgesetzt. Demnach entsprach 1 Shilling nun 5 New Pence und 1 Florin 10 New Pence. In späteren Jahren wurde die Stückelung erneuert, wobei die ½-Penny-Münze abgeschafft, dafür aber neue Münzen zu 20 Pence sowie Ein- und Zwei-Pfund-Münzen eingeführt wurden. In den 1990er Jahren wurde eine weitere äußerliche Änderung vorgenommen, indem die 5-, 10- und 50-Pence-Münzen durch kleinere Exemplare ersetzt wurden.

### Zusammenbruch des Bretton-Woods-Systems
Das Bretton-Woods-System brach im März 1973 zusammen. Im Herbst 1973 begann die erste Ölpreiskrise. 1974 gab es zwei Unterhauswahlen: das hung parliament nach der britischen Unterhauswahl am 28. Februar 1974 endete mit Neuwahl am 10. Oktober 1974. 1974 betrug die Inflationsrate 17 %, die Arbeitslosigkeit etwa 700.000; das Zahlungsbilanzdefizit rund 13 Milliarden Euro (heute etwa: 182,8 Milliarden Euro, die damalige Kaufkraft dieser Summe war mehrfach höher als heute).

### Sterlingkrise (1976)
Das Pfund Sterling blieb nach dem Zusammenbruch des Bretton-Woods-Systems 1973 relativ stabil. Die Regierung unternahm zunächst weder deflationäre Maßnahmen noch wurden Zinsen erhöht, um ihre Reserven zu sichern. Unter Premierminister James Callaghan (März 1976 – Mai 1979) zeigte sich jedoch, wie anfällig die britische Wirtschaftspolitik war. In der Währungskrise von März bis November 1976 fiel das Pfund trotz hoher Standby-Kredite der anderen Zentralbanken an die Bank of England von über 2 US-Dollar bis auf 1,56 US-Dollar. Trotz großer Bemühungen des Premierministers musste Großbritannien Hilfe des IWF in Anspruch nehmen und Auflagen erfüllen.

### Schwarzer Mittwoch (1992)
Im Oktober 1990 schloss sich Großbritannien dem Europäischen Währungssystem (EWS) an. Viele Investoren und insbesondere George Soros hielten das Pfund Sterling für überbewertet. Soros setzte Hedgefonds gegen das Pfund, was eine Spekulationswelle auslöste. Das Pfund geriet unter einen enormen Abwertungsdruck. Anfänglich versuchte die Bank of England, das Pfund durch Stützungskäufe zu stabilisieren; letztendlich musste sie das Pfund am 16. September 1992 aus dem EWS herausnehmen. Dieser Tag wurde Schwarzer Mittwoch (englisch: Black Wednesday) genannt. Das Pfund fiel in den darauffolgenden Wochen um fast 15 % gegenüber der D-Mark und um 25 % gegenüber dem US-Dollar. 1991 zeigte sich, dass seine Abwertung der britischen Wirtschaft eher gut getan hatte.
Innerhalb von zwei Jahren stieg der Pfund-Wechselkurs gegenüber der D-Mark um mehr als 25 %.

### Vereinigtes Königreich als Mitglied der Europäischen Union
Das Vereinigte Königreich konnte als Mitglied der Europäischen Union den Euro als Währung einführen, war hierzu jedoch nicht verpflichtet. Beim Abschluss des Vertrags von Maastricht im Jahr 1992, in dem unter anderem die Einführung des Euro beschlossen wurde, handelten sich Großbritannien und Dänemark eine Ausnahmeregelung heraus. Durch diese sogenannte Opting-Out-Klausel waren diese zwei Länder als einzige in der Europäischen Union rechtlich nicht dazu verpflichtet, den Euro einzuführen. Mit dem Austritt des Vereinigten Königreichs aus der EU 2020 ist diese Klausel obsolet geworden.
Die Meinungen in der politischen Landschaft Großbritanniens gingen bei diesem Thema weit auseinander. Die Labour Party, die von 1997 bis 2010 den Regierungschef stellte, nahm verschiedene Positionen ein. Tony Blair, Premierminister von 1997 bis 2007, stellte eine Einführung des Euro in Aussicht, wenn fünf wirtschaftliche Kriterien erfüllt seien und die Bevölkerung in einem Referendum der Einführung zustimmen würde. Sein Parteifreund und Nachfolger Gordon Brown, Premierminister von 2007 bis 2010, sprach sich nicht für eine solche Einführung aus. Die seither regierenden konservativen Tories lehnten die Einführung ebenfalls ab. Die Liberaldemokraten, die von 2010 bis 2015 an der Regierung beteiligt waren, sind generell EU-freundlicher eingestellt, forcierten die Frage aber nicht. Die Regierung Cameron vereinbarte, in ihrer Legislaturperiode keine Schritte zu unternehmen, den Euro einzuführen. Mit dem Austritt des Vereinigten Königreichs aus der Europäischen Union zum 31. Januar 2020 wurde das Thema hinfällig.
Umfragen unter der Bevölkerung zeigten durchweg eine große Ablehnung einer Euro-Einführung. Es gab zu keiner Zeit eine Mehrheit für eine Euro-Einführung, wie die folgende Tabelle zeigt:
| Datum                 | Ja   | Nein | unsicher  | Teilnehmerzahl | Durchgeführt von | Quelle |
| --------------------- | ---- | ---- | --------- | -------------- | ---------------- | ------ |
| November 2000         | 18 % | 71 % | unbekannt | unbekannt      | BBC              | [ 33 ] |
| Januar 2002           | 31 % | 56 % | unbekannt | unbekannt      | BBC              | [ 33 ] |
| 9.–10. Juni 2003      | 33 % | 61 % | 07 %      | 1852           | YouGov           | [ 34 ] |
| 10.–15. Februar 2005  | 26 % | 57 % | 16 %      | 2103           | Ipsos MORI       | [ 35 ] |
| 11.–12. Dezember 2008 | 24 % | 59 % | 17 %      | 2098           | YouGov           | [ 36 ] |
| 19.–21. Dezember 2008 | 23 % | 71 % | 06 %      | 1000           | ICM              | [ 33 ] |
| 6.–9. Januar 2009     | 24 % | 64 % | 12 %      | 2157           | YouGov           | [ 37 ] |
| 1.–4. Mai 2009        | 23 % | 75 % | 02 %      | 1002           | ICM              | [ 38 ] |
| 17.–18. April 2010    | 21 % | 65 % | 14 %      | 1433           | YouGov           | [ 39 ] |
| 2.–4. Juli 2011       | 08 % | 81 % | 11 %      | 2002           | Angus Reid       | [ 40 ] |
| 9.–12. August 2011    | 09 % | 85 % | 06 %      | 2700           | YouGov           | [ 41 ] |

Im Jahr 2008 wurden neue Münzen eingeführt. Sie zeigen Auszüge des königlichen Wappenschildes (englisch: Royal Shield of Arms), wobei die 1-Pfund-Münze als einzige den kompletten Schild zeigte.
Im Herbst 2008 begann eine Krise im Finanzsektor, die unter anderem die in London ansässige Finanzbranche hart traf. Der Kurs des Pfund zum Euro fiel innerhalb weniger Wochen deutlich (siehe Grafik hier). Viele Briten sahen dies – es verteuert Importe, erleichtert Exporte und macht unter anderem Auslandsurlaube teurer – insgesamt positiv, weil es dazu beitragen konnte, ihre hohen Außenhandelsdefizite zu verringern und weil es ihre Konkurrenzfähigkeit im Ausland stärkte.
Nach dem Referendum über den EU-Austritt im Juni 2016 sank der Wert des Pfunds gegenüber dem Euro deutlich. Es sank gegenüber dem US-Dollar auf den niedrigsten Stand seit 1985.

### Wirtschaftliche Entwicklung Großbritanniens
2011 war das britische Pfund als Reservewährung im internationalen Industriegeschäft und Warenhandel weitgehend bedeutungslos. Lediglich in spekulativen Finanztransaktionen hat die Währung eine Bedeutung.
Im Jahre 2011 ist die Inflationsrate im Vereinigten Königreich auf 5,0 % gestiegen (pro Jahr, Oktober 2011, Spitzenwert von 5,2 % im September 2011). Die größten Streiks seit mehr als 30 Jahren am 30. November 2011 zeigten die Erwartungen der britischen Arbeitnehmer an die Politik der Regierung zur Stabilisierung der Kaufkraft der Renten. Im Jahr 2010 betrug das Handelsbilanzdefizit von Großbritannien rund 154,4 Milliarden US-Dollar.
Ende September 2022 fiel das Pfund Sterling gegenüber dem US-Dollar auf den niedrigsten Stand seit der Dezimalisierung im Jahr 1971.

## Währungsraum des Pfund Sterling
Der Währungsraum des Pfund Sterling umfasst neben Großbritannien und Nordirland auch verschiedene Überseegebiete und Kronbesitzungen, die von der Währung unmittelbar abhängen. Teilweise wird nur eine lokale Serie von Banknoten und Münzen herausgegeben. Andere Gebiete haben nominell eigene Währungen, die aber 1:1 an das Pfund Sterling gebunden sind. Weitere Gebiete haben eigene Währungen ohne Bindung an das Pfund, oder haben eine andere Währung übernommen.

### Kronbesitzungen
Die Kronbesitzungen verwenden lokale Varianten des Pfund Sterling. Diese sind keine eigenständigen Währungen und haben auch keinen eigenen ISO 4217-Code. Lediglich eigene Münzen und Banknoten werden ausgegeben.
- Guernsey verwendet das Guernsey-Pfund seit 1921
- Jersey verwendet das Jersey-Pfund seit 1834
- Isle of Man verwendet das Isle-of-Man-Pfund seit 1840

Wie bei den Banknoten aus Nordirland und Schottland ist das Bargeld der Kronbesitzungen kein allgemein anerkanntes Zahlungsmittel im Rest des Pfund-Währungsraums. Lediglich in Guernsey und Jersey wird das Geld des jeweils anderen Gebiets akzeptiert.

### Überseegebiete mit Pfund Sterling
Offiziell wird das Pfund Sterling in einigen Überseegebieten des Vereinigten Königreiches verwendet. Die meisten von ihnen verfügen aber über keine ständige Bevölkerung.
- Auf Tristan da Cunha wird mit Pfund Sterling bezahlt, obwohl es Teil des Gebiets  St. Helena, Ascension und Tristan da Cunha ist, welches eine eigene Währung hat. Dies hat den Hintergrund, dass bis zum Ausbruch des Vulkans auf Tristan da Cunha im Jahr 1961 in der Subsistenzwirtschaft der Insel Geld keine große Rolle spielte. Nach der Evakuierung der Inselbevölkerung nach Großbritannien begann diese das Pfund Sterling zu verwenden, was sie auch beibehielt, als sie auf die Insel zurückkehrte.
- Das  Britische Territorium im Indischen Ozean verwendet offiziell das Pfund Sterling, aber da es rein militärisch zusammen mit den Vereinigten Staaten genutzt wird, wird de facto der US-Dollar genutzt.
- Das Überseegebiet  Südgeorgien und die Südlichen Sandwichinseln verwendet offiziell das Pfund Sterling, was jedoch nur wenige Menschen praktisch betrifft, da das Territorium bis auf Forschungsstationen und Amtssitze nicht ganzjährig bewohnt ist.
- Auch das  Britische Antarktis-Territorium verwendet das Pfund Sterling, hat aber keine ständige Bevölkerung. Zudem sind die Ansprüche auf das Gebiet gemäß Antarktisvertrag international nicht anerkannt. Andere Nationen haben dort Stationen errichtet.

### Überseegebiete mit Wechselkursparität
Folgende Überseegebiete verwenden formal eigene Währungen (dementsprechend geben diese Gebiete auch eigene Münzen und Banknoten heraus), die jedoch zum britischen Pfund in Wechselkursparität stehen:
- Gibraltar verwendet das Gibraltar-Pfund (ISO 4217-Code GIP). Seit 1934 hat das Gebiet das Recht, eigenes Geld zu drucken, muss dieses jedoch mit einer entsprechenden Geldmenge an Pfund Sterling decken. Schon von 1927 an wurden eigene Banknoten ausgegeben, aber erst seit 1988 auch eigene Münzen. Seit 1898 war das Pfund Sterling Gibraltars Währung und wird in Gibraltar auch heute noch akzeptiert.
- Im Gebiet  St. Helena, Ascension und Tristan da Cunha verwenden die Inseln Ascension und St. Helena das St.-Helena-Pfund (ISO 4217-Code SHP). Auf Tristan da Cunha, das auch zu dem Überseegebiet gehört, wird allerdings das Pfund Sterling verwendet. Die dortigen Inselbewohner betrieben ursprünglich vorwiegend Tauschhandel. Nachdem die gesamte Bevölkerung von 1961 bis 1963 wegen eines Vulkanausbruchs nach Großbritannien evakuiert werden musste, wurde bei der Rückkehr die dortige Währung üblich.[48]
- Die  Falklandinseln verwenden das Falkland-Pfund (ISO 4217-Code FKP). Seit 1899 haben die Inseln eigene Banknoten, seit 1974 auch eigene Münzen.

### Überseegebiete mit ehemaliger Bindung an das Pfund
Viele Gebiete des ehemaligen British Empire verwendeten eine an das Pfund Sterling gebundene Währung. Die in der Karibik und im Nordatlantik gelegenen Gebiete, die sich gegen eine Unabhängigkeit entschieden haben, verwenden mittlerweile allesamt an den US-Dollar gebundene Währungen.
- Anguilla nutzt den Ostkaribischen Dollar, der seit 1976 mit einem festen Wechselkurs an den US-Dollar gebunden ist. Seit der Einführung des Vorläufers British West Indies Dollar im Jahr 1949 war die Währung an das Pfund gebunden.
- Bermuda verwendet den Bermuda-Dollar, der 1:1 an den US-Dollar gebunden ist. Bis 1972 war er an das Pfund gebunden.
- Die  Britischen Jungferninseln verwenden seit 1961 den US-Dollar. Von 1951 an waren die Inseln Mitglied in der Währungsunion des British West Indies Dollar, dem Vorläufer des Ostkaribischen Dollars. Dies wurde u. a. wegen der Nähe zu den Amerikanischen Jungferninseln aufgegeben.
- Die  Cayman Islands verwenden seit 1972 den Kaiman-Dollar, der seit 1974 an den US-Dollar gebunden ist. Zuvor verwendeten die Inseln die jeweilige Währung Jamaikas, die jeweils an das Pfund gebunden war (bis 1969 Jamaika-Pfund, danach Jamaika-Dollar).
- Montserrat nutzt wie Anguilla den Ostkaribischen Dollar, weswegen auch dort von 1949 bis 1976 die Bindung an das Pfund bestand und seither eine Bindung an den US-Dollar besteht.
- Die  Pitcairninseln nutzen den Neuseeland-Dollar, der bis zur Dezimalisierung 1967 an das Pfund Sterling gebunden war und danach über die Bindung an den Australischen Dollar bis 1971 einen festen Wechselkurs zum Pfund hatte.
- Die autonomen Militärbasen Akrotiri und Dekelia verwenden seit jeher die Währung der Republik Zypern und damit seit 2008 den Euro. Zuvor war das Zypern-Pfund dort Währung, welches sich bis 1971 eng am Pfund Sterling orientierte.

## Regionale Unterschiede des Pfund Sterling

### Unterschiede bei Münzen
Im Britischen Empire gab es vor der Dezimalisierung zahlreiche landesspezifische bzw. koloniale Münzprägungen. Allein zwischen den vier Landesteilen Schottland, Nordirland, Wales und England gab es große Unterschiede:
- Schottland prägte bis zum Jahr 1603 eigene Münzen. Im Jahr 1709 wurden die letzten echten schottischen Münzen in Edinburgh geprägt.
- England prägte seitdem eigene Münzen für den Landesteil Schottland, wobei sowohl die schottischen als auch die englischen Münzen offiziell in ganz Großbritannien gültig waren.

Dieses Verfahren wurde bis zur Einführung der Dezimalwährung mit der getrennten Prägung der 1-Shilling-Münzen durchgeführt. Die Schotten weigerten sich jedoch oft aus Stolz, die englischen Münzen zu akzeptieren. Mit der Einführung der Dezimalwährung wurde die länderspezifische Münzprägung abgeschafft, alle Münzen sind im gesamten Vereinigten Königreich gültig und gleich aussehend, es gibt keine regionalen Unterschiede mehr.

### Unterschiede bei Banknoten
Bei Banknoten gibt es jedoch auch heute noch regionale Unterschiede. Grund dafür ist, dass es einigen Privatbanken erlaubt ist, eigene Geldscheine herauszugeben. Oft werden diese jedoch wegen ihres Aussehens nicht überall akzeptiert, obwohl sie in ganz Großbritannien Gültigkeit haben. Meist werden die Banknoten nur in dem Landesteil akzeptiert, in dem die herausgebende Bank ihren Sitz hat. Ein Umtausch im Ausland ist praktisch unmöglich, da die meisten Banken nur die Noten der Bank of England akzeptieren.

#### Englische Banknoten
Die Bank of England als Zentralbank des Vereinigten Königreiches emittiert Banknoten, die in England und Wales den Status eines gesetzlichen Zahlungsmittels („legal tender“) haben. In der Praxis werden sie aber im gesamten Königreich akzeptiert. Die Bank of England gibt Banknoten im Wert von 5, 10, 20 und 50 Pfund heraus.

#### Schottische Banknoten
Schottische Banknoten werden von der Bank of Scotland, Royal Bank of Scotland und der Clydesdale Bank herausgegeben. Sie sind kein gesetzliches Zahlungsmittel. Herausgegeben werden von den drei Banken Noten im Wert von 5, 10, 20, 50 und 100 Pfund. Die Royal Bank of Scotland gibt zusätzlich noch Banknoten im Wert von 1 Pfund heraus. Diese werden aber seit 2001 nicht mehr gedruckt und sind daher weitestgehend aus dem Zahlungsverkehr verschwunden.
Die schottischen Banken haben eine Vereinbarung geschlossen, die jeweiligen Banknoten desselben Wertes in gleichen Farben zu gestalten. Dabei einigte man sich für die 5-Pfund-Noten auf Blau, für die 10-Pfund-Noten auf Braun, für die 20-Pfund-Noten auf Violett, für die 50-Pfund-Noten auf Grün und für die 100-Pfund-Noten auf Rot.

#### Nordirische Banknoten
In Nordirland werden Banknoten von folgenden Banken herausgegeben: Bank of Ireland, Danske Bank (vormals: Northern Bank), Ulster Bank. Auch diese Banknoten sind kein gesetzliches Zahlungsmittel. Oft kommt es vor, dass die Banknoten Nordirlands in Wales und England nicht akzeptiert werden. Man kann sie jedoch auch dort in Banknoten der „Bank of England“ eins zu eins umtauschen.
Bis Juni 2020 gab auch die First Trust Bank (seit November 2019 AIB) Banknoten heraus. Die Geldautomaten der Bank geben nunmehr Scheine der Bank of England aus. Die Scheine der First Trust Bank blieben bis 30. Juni 2022 gültig. Danach konnten sie weitere zwei Jahre lang umgetauscht werden.
Nur Bank of Ireland und Ulster Bank geben wie die schottischen Banken den kompletten Satz von 5, 10, 20, 50 und 100 Pfund-Noten aus. Danske Bank beendete die Ausgabe von 5 Pfund-Noten im Jahr 2008, im Jahr 2013 dann auch die Ausgabe von 50 und 100 Pfund-Noten.

#### Banknoten der mit dem Vereinigten Königreich verbundenen Gebiete

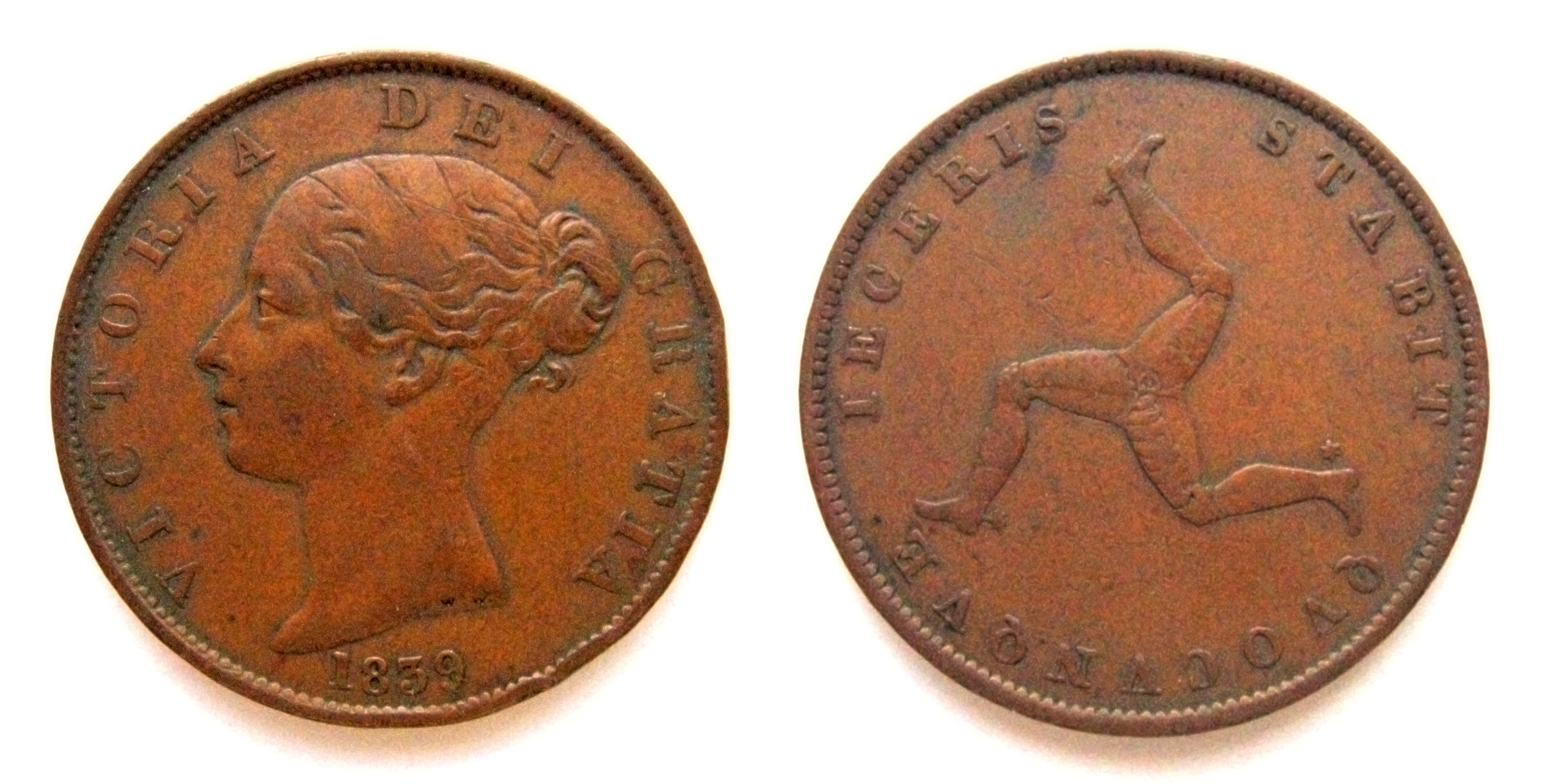
Isle of Man Penny von 1839

- Die Isle of Man verwendet das Pfund Sterling, gibt aber ihre eigenen Banknoten heraus. Das Isle-of-Man-Pfund (auch: Manx-Pfund) ist jedoch kein offizielles Zahlungsmittel im Vereinigten Königreich und wird in Großbritannien meist nicht akzeptiert.[56]
- Auch die Kanalinseln geben ihre eigenen Banknoten heraus. Die Währung der Kanalinsel Guernsey ist das Guernsey-Pfund und die der Insel Jersey das Jersey-Pfund. Beide Währungen sind gültiges Zahlungsmittel der Kanalinseln und wertmäßig 1:1 an das britische Pfund gebunden.

## Banknoten der Bank of England

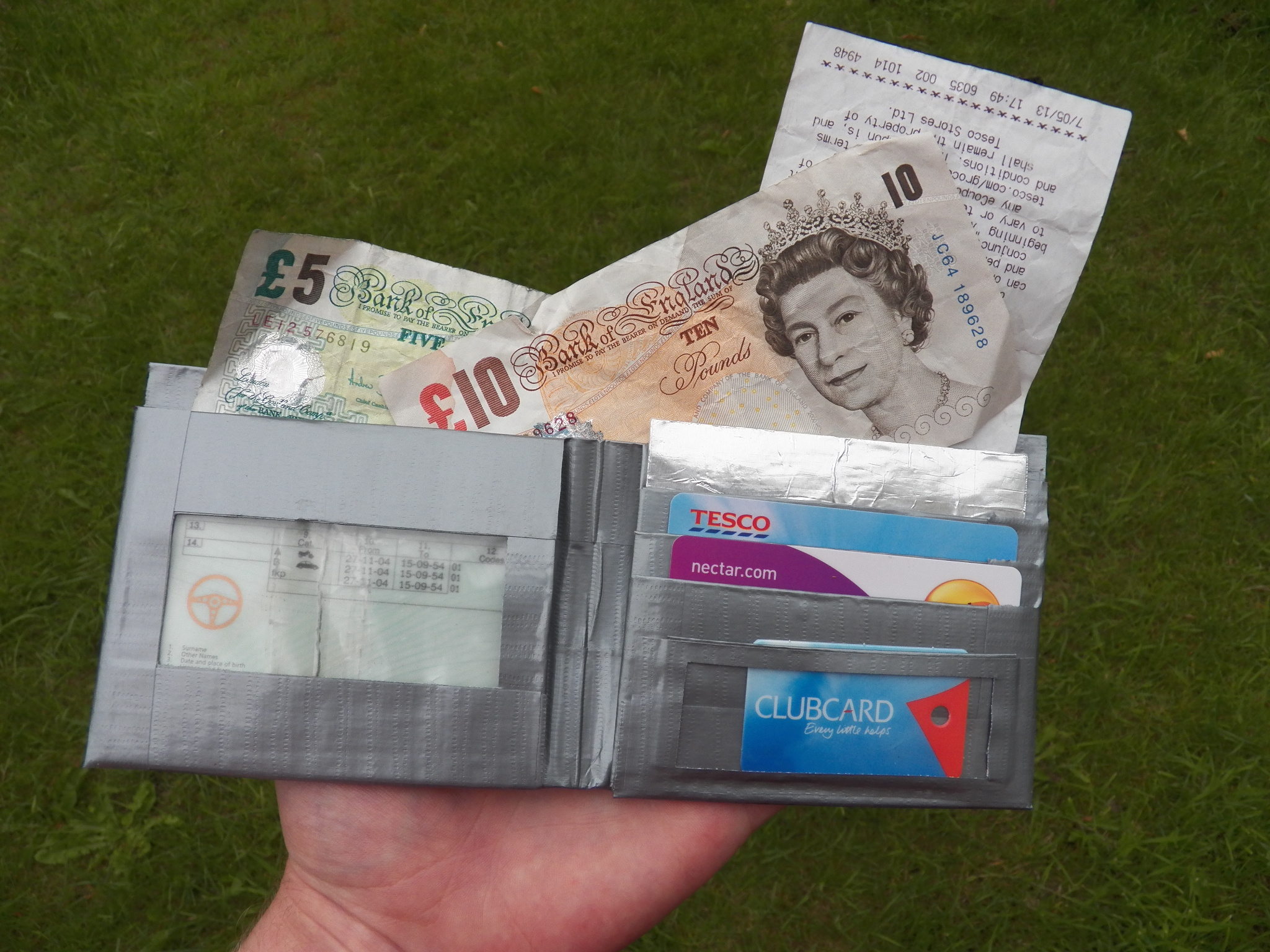
Banknoten in einer Geldbörse

### Reguläre Banknoten
Die Pfund-Noten unterliegen einem stetigen Wandel. Seit Ausgabe der ersten Banknoten im Jahr 1694 änderten sich Beschaffenheit und das Design der Noten regelmäßig.
Mit der Einführung der Serie C im Jahr 1960 zeigen seitdem alle Banknoten auf der Vorderseite Königin Elisabeth II. Das Abbilden historischer Persönlichkeiten auf der Rückseite der Banknoten begann mit William Shakespeare im Jahr 1970, als die Serie D eingeführt wurde. Seitdem werden immer wieder andere Persönlichkeiten auf den Geldscheinrückseiten abgebildet.
Derzeit sind Banknoten der Serie G im Umlauf. Die Banknoten der Serie F wurden mit Ablauf des 30. September 2022 ungültig.
Am 13. September 2016 wurde die erste Banknote der Serie G eingeführt. Die 5-Pfund-Note besteht erstmals aus einem Polymer um die Haltbarkeit der Banknote zu erhöhen. Zusätzlich wurde die Qualität der Sicherheitsmerkmale erhöht, zum Beispiel durch ein durchsichtiges Fenster in der Banknote. Die vorherige 5-Pfund-Note behielt bis Mai 2017 ihre Gültigkeit und wurde von der Bank of England aus dem Zahlungsverkehr gezogen. Im November 2016 protestierten Menschen, die auf tierische Produkte verzichten möchten, gegen die Verwendung der neuen britischen Fünf-Pfund-Banknoten, wegen ihres Gehalts an Talg. Die Bank of England bestätigt Spuren von Tierfett in den Noten aus Polymer. Die Firma Innovia, Kunststofflieferant für die Scheine, erklärte gegenüber der dpa, man verwende wissentlich grundsätzlich keine tierischen Produkte. Eine Untersuchung soll zeigen, ob in zugekauftem Rohmaterial tatsächlich eine geringe Menge Talg enthalten ist.
Königin Elisabeth II. starb im September 2022, ihr Nachfolger wurde ihr Sohn Charles III. Die ersten Banknoten mit dem Konterfei Charles’ III. wurden Ende 2022 der Öffentlichkeit vorgestellt. Seit dem 5. Juni 2024 wird die Banknotenserie mit dem Porträt von König Charles III. herausgegeben. Das Erscheinungsbild sowie die Rückseiten der Noten wurden dabei nicht verändert. Banknoten mit dem Bildnis von Königin Elisabeth II. sind ebenfalls bis auf Weiteres gültig.
| Wert der Banknote | Serie | Ausgegeben                      | (Ungültig ab) | Abbildungen auf der Rückseite                                                                                   |
| ----------------- | ----- | ------------------------------- | ------------- | --- |
| 5-Pfund-Note      | G     | 13. September 2016 5. Juni 2024 |               | - Porträt von Winston Churchill - Abbildung des Palace of Westminster und einer Nobelpreismedaille              |
| 10-Pfund-Note     | G     | 14. September 2017 5. Juni 2024 |               | - Porträt von Jane Austen - Abbildung von Godmersham House im Grafschaft Kent und der Kathedrale von Winchester |
| 20-Pfund-Note     | G     | 20. Februar 2020 5. Juni 2024   |               | - Porträt von JMW Turner - Gemälde von JMW Turner                                                               |
| 50-Pfund-Note     | G     | 23. Juni 2021 5. Juni 2024      |               | - Porträt von Alan Turing - Mathematische Formeln.                                                              |

Anmerkungen
1. ↑  Ab dem 5. Juni 2024 mit dem Bildnis von König Charles III.

| Wert                 | Porträt auf Rückseite          | Einführungsdatum   | Ungültig seit / (ab) |
| -------------------- | ------------------------------ | ------------------ | -------------------- |
| Serie D              |                                |                    |                      |
| £1                   | Sir Isaac Newton               | 9. Februar 1978    | 11. März 1988        |
| £5                   | Duke of Wellington             | 11. November 1971  | 29. November 1991    |
| £10                  | Florence Nightingale           | 20. Februar 1975   | 20. Mai 1994         |
| £20                  | William Shakespeare            | 9. Juli 1970       | 19. Mai 1993         |
| £50                  | Sir Christopher Wren           | 20. März 1981      | 20. September 1996   |
| Serie E              |                                |                    |                      |
| £5                   | George Stephenson              | 7. Juni 1990       | 21. November 2003    |
| £10                  | Charles Dickens                | 29. April 1992     | 31. Juli 2003        |
| £20                  | Michael Faraday                | 5. Juni 1991       | 28. Februar 2001     |
| £50                  | Sir John Houblon               | 20. April 1991     | 30. April 2014       |
| Serie E (Neuauflage) |                                |                    |                      |
| £5                   | Elizabeth Fry                  | 21. Mai 2002       | 31. Mai 2017         |
| £10                  | Charles Darwin                 | 7. November 2000   | 1. März 2018         |
| £20                  | Sir Edward Elgar               | 22. Juni 1999      | 30. Juni 2010        |
| Serie F              |                                |                    |                      |
| £20                  | Adam Smith                     | 13. März 2007      | 30. September 2022   |
| £50                  | James Watt und Matthew Boulton | 2. November 2011   | 30. September 2022   |
| Serie G              |                                |                    |                      |
| £5                   | Winston Churchill              | 13. September 2016 | in Gebrauch          |
| £10                  | Jane Austen                    | 14. September 2017 | in Gebrauch          |
| £20                  | JMW Turner                     | 20. Februar 2020   | in Gebrauch          |
| £50                  | Alan Turing                    | 23. Juni 2021      | in Gebrauch          |

### „Giganten und Titanen“
Es gibt auch noch Banknoten im Wert von 1.000.000 £ (Giant) und 100.000.000 £ (Titan). Diese werden nur für bankinterne Zwecke gebraucht, um die in Schottland und Nordirland umlaufenden Privatbanknoten abzudecken.

### Sicherheitsmerkmale

Die Queen als Wasserzeichen auf einer 5-Pfund-Note

Zum Schutz gegen Fälschungen weisen die Banknoten der Bank of England unter anderem folgende Sicherheitsmerkmale auf:
- Wasserzeichen mit dem Porträt des Königs (ab 2024)
- Sicherheitsfaden
- fluoreszierende Wertziffern
- Hologramm; je nach Betrachtungswinkel ist ein farbiges Bild der Britannia, oder die jeweilige Wertziffer zu sehen; bei der 50-Pfund-Note sind eine Rose und ein Medaillon zu sehen

### Fälschungen
In der Geschichte des Geldes wurde schon früh mit Geldfälschung begonnen, oft auch in staatlichem Auftrag. Bereits in den Jahren 1790 bis 1796 schleuste Großbritannien große Mengen Falschgeld („Assignaten“) nach Frankreich, um die Französische Revolution zu schwächen.
Die wohl größte Geldfälscheraktion ist jedoch die der Nationalsozialisten im Zweiten Weltkrieg. Sie wollten mit Millionen gefälschten britischen Pfund Großbritannien besiegen, indem sie das Vereinigte Königreich in eine enorme Inflation stürzten. Die Nazis investierten viel Zeit, um die genaue Beschaffenheit des britischen Geldes und seine Sicherheitsmerkmale zu analysieren. Erst etwa zwei Jahre nach Beginn der sogenannten Operation Bernhard erschienen die ersten vom Sicherheitsdienst produzierten falschen Pfund-Noten. Nach Erprobung der gefälschten Banknoten in einer Schweizer Bank konnte die Massenproduktion beginnen. Das Unternehmen wurde nach dem Verantwortlichen für die Fälscheraktion, dem SS-Sturmbannführer Bernhard Krüger, benannt: Das Unternehmen Bernhard. Häftlinge mit Fachwissen im grafischen Bereich wurden aus den Konzentrationslagern Buchenwald, Ravensbrück, Mauthausen, Theresienstadt und Auschwitz in das KZ Sachsenhausen gebracht, um dort als Geldfälscher eingesetzt zu werden. Ab Anfang 1943 wurden so knapp neun Millionen falsche Geldscheine im Wert von über 134 Millionen Pfund gedruckt.

## Münzen

### Bis 1971
Bis 1971 gab es das Zwölfersystem bzw. das Zwanzigersystem im Gegensatz zum ab 1971 gültigen einheitlichen Zehnersystem (Dezimalsystem). Man spricht daher auch von der vordezimalen Periode. Als Basis gilt der Penny (Mehrzahl Pence). 12 Pence = 1 Shilling, 20 Shilling = 1 Pound. Als Pfund-Münze gab es die 1-Pfund-Goldmünze Sovereign.
Eine britische Besonderheit waren diverse Namen und auch Kosenamen für einige der Münzwertstufen. Die wichtigsten sind in der unten angefügten Tabelle aufgelistet.
| Bild | Bezeichnung            | andere Bezeichnungen                                 | Kurzschreibung | Wert damals | Wert heute in Pence (1/100 Pfund) | Besonderheiten                                                                  |
| ---- | ---------------------- | ---------------------------------------------------- | -------------- | --- | --------------------------------- | ------------------------------------------------------------------------------- |
|      | Half Farthing          | „ha’four-thing“                                      | 1/8 d          | 2x = 1 Farthing / 8x = 1 Penny / 96x = 1 Shilling / 192x = 1 Florin / 240x = 1 Half Crown / 480x = 1 Crown / 1.920x = 1 Pound / 2.016x = 1 Guinea | 0,0525 p                          |                                                                                 |
|      | Farthing               | „four-thing“                                         | 1/4 d          | 4x = 1 Penny / 48x = 1 Shilling / 96x = 1 Florin / 120x = 1 Half Crown / 240x = 1 Crown / 1.008x = 1 Guinea                                       | 0,105 p                           | abgeschafft Januar 1961                                                         |
|      | Half Penny             | „ha’penny“                                           | 1/2 d          | 2x = 1 Penny / 24x = 1 Shilling / 48x = 1 Florin / 60x = 1 Half Crown / 120x = 1 Crown / 480x = 1 Pound / 504x = 1 Guinea                         | 0,21 p                            |                                                                                 |
|      | Penny                  |                                                      | 1 d            | 12x = 1 Shilling / 24x = 1 Florin / 30x = 1 Half Crown / 60x = 1 Crown / 240x = 1 Pound / 252x = 1 Guinea                                         | 0,42 p                            |                                                                                 |
|      | Three Pence            | „thruppenny“                                         | 3 d            | 4x = 1 Shilling / 8x = 1 Florin / 10x = 1 Half Crown / 20x = 1 Crown / 80x = 1 Pound / 84x = 1 Guinea                                             | 1,25 p                            | einzige nicht-runde Münze: 12 Ecken / mehrere Varianten                         |
|      | Six Pence              | „tanner“                                             | 6 d            | 2x = 1 Shilling / 4x = 1 Florin / 5x = 1 Half Crown / 10x = 1 Crown / 40x = 1 Pound / 42x = 1 Guinea                                              | 2,5 p                             |                                                                                 |
|      | Shilling               | „bob“                                                | 1/-            | 2x = 1 Florin / 5x = 1 Crown / 20x = 1 Pound / 21x = 1 Guinea                                                                                     | 5 p                               |                                                                                 |
|      | Florin / Two Shillings | „double-bob“                                         | 2/-            | 10x = 1 Pound | 10 p                              | 1849 eingeführt als erster Ansatz für Dezimalsystem (10 Florins = 1 Pfund)      |
|      | Half Crown             | manchmal „Half a dollar“ (vgl. Wechselkurs im 2. WK) | 2/6            | 8x = 1 Pound | 12,5 p                            |                                                                                 |
|      | Crown                  |                                                      | 5/-            | 4x = 1 Pfund | 25 p bzw. 500 p                   | weiterhin als Gedenkmünzen ausgegeben, seit 1990 jedoch im Nennwert von 5 Pfund |

Kurzschreibungen
2 d = 2 Pence = „Two pence“
2/- = 2 Shilling = „Two shilling“
2/3 = 2 Shilling, 3 Pence = „Two and three“
2/3d = 2 Shilling, 3 Pence
£2/7/6 = 2 Pfund, 7 Shilling, 6 Pence = „Two pounds, seven and six“
£2. 7. 6 = 2 Pfund, 7 Shilling, 6 Pence (Die Punkte sind hier nicht als Dezimalpunkte zu verstehen!)
£2 7s. 6d. = 2 Pfund, 7 Shilling, 6 Pence
Kleinere Einheiten als 1 Penny wurden als Brüche angegeben (1/2 d = Ha’penny).

### Aktuelle Münzen
Die aktuellen Pfund-Münzen zeigen derzeit noch auf der Vorderseite das Porträt der am 8. September 2022 verstorbenen Königin Elisabeth II. Ihrem Alter entsprechend wurden die Kopfbilder jeweils in den Jahren 1968, 1985, 1998 und 2015 geändert. Die vollständige Bezeichnung lautet: ELIZABETH D.G. REG. F. D., wobei die Abkürzungen D.G. für Dei Gratia („von Gottes Gnaden“), REG für Regina („Königin“) und F. D. für Fidei Defensatrix („Verteidigerin des (anglikanischen) Glaubens“) stehen. Bei zukünftigen Prägungen wird das Konterfei von König Charles III. auf den Münzen zu sehen sein.

#### Altes Design
Die bis zum Jahr 2008 geprägten Münzen zeigen auf der Rückseite die Embleme Großbritanniens.
Das alte Design zeigt folgende Abbildungen:
- 1 Penny: gekröntes Fallgitter mit Ketten (Symbol für „Houses of Parliament“)
- 2 Pence: Straußenfedern auf einer Krone (Federn des Prince of Wales)
- 5 Pence: gekrönte Distel (schottische Nationalblume)
- 10 Pence: gekrönter Löwe (Teil des Wappens Englands)
- 20 Pence: gekrönte Tudor-Rose
- 50 Pence: Britannia und Löwe
- 1 Pfund: verschiedene jährlich wechselnde Abbildungen, die jeweils repräsentativ für das Vereinigte Königreich stehen
- 2 Pfund: Abbildung von drei konzentrischen Kreisen, die die technische Entwicklung repräsentieren

Alle Münzen können weiterhin verwendet werden. Die runden Pfundmünzen dagegen verloren am 15. Oktober 2017 ihre Gültigkeit als Zahlungsmittel.

#### Neues Design
Im Rahmen eines öffentlichen Designer-Wettbewerbes zur Gestaltung der neuen britischen Münzen setzte sich der Entwurf von Matthew Dent durch. Die Münzen mit seinem Design wurden im Jahr 2008 eingeführt.
Die 1-Pfund-Münze zeigte den königlichen Wappenschild (englisch: Royal Shield of Arms) komplett. Auf den sechs kleineren Werten sind jeweils Teile des Schilds so abgebildet, dass sich diese geeignet gruppiert – mit Lücken – ebenfalls zum Schildmotiv ergänzen. Die drei durchmessergrößten Münzen (2, 10 und 50 Pence) bilden dabei die Ecken des Schilds, die kleinste (5 Pence) liegt in der Mitte.
2016 wurde die Prägung einer fälschungssichereren, zwölfeckigen 1-Pfund-Münze begonnen, um das runde Pfund abzulösen. Die neuen Pfundmünzen sind seit dem 28. März 2017 in Umlauf.

## Wert, Bedeutung und Verwendung des Pfund Sterling

### Pfund Sterling als Reservewährung
Das Pfund Sterling wird in vielen Ländern der Welt als Reservewährung gehalten. Im 18. und 19. Jahrhundert galt das Pfund als wichtigste Reservewährung der Welt.
Während des 20. Jahrhunderts verlor es diese Stellung, stattdessen wurde der US-Dollar zur wichtigsten Reservewährung. Im 21. Jahrhundert wurde der Euro zur zweitwichtigsten Reservewährung. Von 2006 bis 2016 stand das britische Pfund an dritter Stelle, bevor es vom Yen überholt wurde; es macht momentan ca. 4 % der weltweit gehaltenen Reserven aus. Insbesondere in den Entwicklungsländern mit historischem Bezug zu Großbritannien und den Commonwealth-Staaten wird die Währung als Reserve gehalten.
| | 1970 | 1980 | 1990 | 2000 | 2001 | 2002 | 2003 | 2004 | 2005 | 2006 | 2007 | 2008 | 2009 | 2010 | 2011 | 2012 | 2013 | 2014 | 2015 | 2016  | 2017  | 2018  | 2019  | 2020  | 2021  | 2022  | 2023  | 2024  |
| --- | ---- | ---- | ---- | ---- | ---- | ---- | ---- | ---- | ---- | ---- | ---- | ---- | ---- | ---- | ---- | ---- | ---- | ---- | ---- | ----- | ----- | ----- | ----- | ----- | ----- | ----- | ----- | ----- |
| USD | 77,2 | 67,2 | 62,8 | 70,5 | 70,7 | 66,5 | 65,8 | 65,9 | 66,4 | 65,5 | 64,1 | 64,1 | 62,1 | 61,8 | 62,2 | 61,2 | 61,0 | 63,3 | 64,1 | 65,36 | 62,73 | 61,76 | 60,75 | 58,92 | 59,15 | 58,36 | 58,44 | 53,63 |
| EUR | –    | –    | –    | –    | 17,9 | 24,2 | 25,3 | 24,9 | 24,3 | 25,1 | 26,3 | 26,4 | 27,6 | 26,0 | 25,0 | 24,2 | 24,4 | 21,9 | 19,7 | 19,14 | 20,17 | 20,67 | 20,59 | 21,29 | 20,48 | 20,47 | 19,94 | 18,39 |
| DEM | 1,9  | 14,8 | 19,8 | –    | –    | –    | –    | –    | –    | –    | –    | –    | –    | –    | –    | –    | –    | –    | –    | –     | –     | –     | –     | –     | –     | –     | –     | –     |
| JPY | –    | 0,1  | 4,6  | 9,4  | 5,2  | 4,5  | 4,1  | 3,9  | 3,7  | 3,1  | 2,9  | 3,1  | 2,9  | 3,7  | 3,5  | 4,0  | 3,8  | 3,9  | 4,0  | 3,95  | 4,90  | 5,19  | 5,87  | 6,03  | 5,83  | 5,51  | 5,69  | 5,40  |
| GBP | 10,4 | 2,9  | 2,4  | 2,8  | 2,7  | 2,9  | 2,6  | 3,3  | 3,6  | 4,4  | 4,7  | 4,0  | 4,3  | 3,9  | 3,8  | 4,0  | 4,0  | 3,8  | 4,9  | 4,35  | 4,54  | 4,43  | 4,64  | 4,73  | 4,81  | 4,95  | 4,86  | 4,39  |
| FRF | 1,1  | 1,7  | 2,7  | –    | –    | –    | –    | –    | –    | –    | –    | –    | –    | –    | –    | –    | –    | –    | –    | –     | –     | –     | –     | –     | –     | –     | –     | –     |
| CNY | –    | –    | –    | –    | –    | –    | –    | –    | –    | –    | –    | –    | –    | –    | –    | –    | –    | –    | –    | 1,08  | 1,23  | 1,89  | 1,94  | 2,29  | 2,66  | 2,69  | 2,29  | 2,02  |
| CAD | –    | –    | –    | –    | –    | –    | –    | –    | –    | –    | –    | –    | –    | –    | –    | –    | –    | –    | –    | 1,94  | 2,03  | 1,84  | 1,86  | 2,08  | 2,19  | 2,38  | 2,59  | 2,57  |
| AUD | –    | –    | –    | –    | –    | –    | –    | –    | –    | –    | –    | –    | –    | –    | –    | –    | –    | –    | –    | 1,69  | 1,80  | 1,63  | 1,70  | 1,83  | 1,81  | 1,96  | 2,14  | 1,91  |
| CHF | 0,7  | 3,2  | 0,8  | 0,3  | 0,3  | 0,4  | 0,2  | 0,2  | 0,1  | 0,2  | 0,2  | 0,1  | 0,1  | 0,1  | 0,1  | 0,3  | 0,3  | 0,3  | 0,3  | 0,16  | 0,18  | 0,14  | 0,15  | 0,17  | 0,17  | 0,23  | 0,20  | 0,84  |
| andere | 8,7  | 5,9  | 4,9  | 1,4  | 1,2  | 1,4  | 1,9  | 1,8  | 1,9  | 1,8  | 1,8  | 2,2  | 3,1  | 4,4  | 5,3  | 5,8  | 6,5  | 6,8  | 6,7  | 2,33  | 2,43  | 2,45  | 2,51  | 2,65  | 2,91  | 3,45  | 3,85  | 7,22  |
| Quellen: 1970–1984: BIZ: The evolution of reserve currency diversification, December 1986, S. 7, Tab. 1 (englisch) 1995–2015: IWF: Currency Composition of Official Foreign Exchange Reserves 1999–2005 (nur absolute Zahlen): EZB: The Accumulation of Foreign Reserves, Occasional Paper Series, Nr. 43 2016–2023: IWF: World Currency Composition of Official Foreign Exchange Reserves 2024: IWF: Global Foreign Exchange Reserves Trends (nur absolute Zahlen) |      |      |      |      |      |      |      |      |      |      |      |      |      |      |      |      |      |      |      |       |       |       |       |       |       |       |       |       |

### Außenwert des Pfund Sterling

Wechselkurs zum Euro seit 1999 (in Pfund je Euro)

Das britische Pfund wird insbesondere gegen den US-Dollar, Euro und den Yen gehandelt. Bis zur Einführung des Euros als Buchgeld (1. Januar 1999) wurde es auch gegen andere konvertible Währungen wie DM und Französischen Franc gehandelt. Vor einigen Jahren lag der britische Leitzins bei sechs Prozent, der japanische lag zur gleichen Zeit bei nur etwa 0,5 %. Während der Finanzkrise ab 2007 wurde der Leitzins in Großbritannien mehrfach gesenkt; 2010 lag er nur noch bei etwa 0,5 %. Das Pfund Sterling ist nach dem US-Dollar, Euro und dem Yen die am vierthäufigsten gehandelte Währung der Welt.
Der Wert des Pfundes wurde 1940 in einer Vereinbarung auf 4,03 US-Dollar festgelegt. 1949 musste es aufgrund der starken Entwicklung des Dollar abgewertet werden: Am 19. September 1949 wurde es auf einen Schlag von 4,03 auf 2,80 abgewertet; dann begann das Bretton-Woods-System.
1967 war es noch 2,40 Dollar wert; in den darauffolgenden Jahren legte es wieder an Wert zu. Der Kurs des Dollar stand trotz Bretton Woods wegen der enormen Defizite der USA vor allem durch den Vietnamkrieg unter Druck, bis im August 1971 (siehe Nixon-Schock) die USA die Goldbindung des Dollar aufhoben.
Im Januar 2009 fiel das Pfund auf ein 23-Jahr-Tief. Am 29. Dezember 2008 war ein Euro 0,9801 Pfund wert, ein historischer Tiefstand gegenüber dem Euro (kurz nach Einführung des Euro als Buchgeld am 1. Januar 1999 erhielt man für einen Euro noch etwa 0,568 Pfund). Auch im Jahr 2009 machte der Tiefstand des britischen Pfundes immer wieder Schlagzeilen.
| Jahr | 1 €     | $1      |
| ---- | ------- | ------- |
| 1998 | –       | £0,6038 |
| 1999 | £0,6587 | £0,6181 |
| 2000 | £0,6095 | £0,6609 |
| 2001 | £0,6219 | £0,6947 |
| 2002 | £0,6288 | £0,6672 |
| 2003 | £0,6920 | £0,6125 |
| 2004 | £0,6787 | £0,5462 |
| 2005 | £0,6838 | £0,5500 |
| 2006 | £0,6817 | £0,5435 |
| 2007 | £0,6843 | £0,4998 |
| 2008 | £0,7963 | £0,5412 |
| 2009 | £0,8909 | £0,6388 |
| 2010 | £0,8578 | £0,6471 |
| 2011 | £0,8679 | £0,6235 |
| 2012 | £0,8109 | £0,6311 |
| 2013 | £0,8493 | £0,6394 |
| 2014 | £0,8061 | £0,6068 |
| 2015 | £0,7263 | £0,6541 |
| 2016 | £0,8186 | £0,7401 |
| 2017 | £0,8762 | £0,7766 |
| 2018 | £0,8848 | £0,7499 |
| 2019 | £0,8773 |         |

Durchschnittliche historische Jahres-Wechselkurse zu US-Dollar und Euro

### Binnenwert des Pfundes
| Land                       | Verbl. Kaufk. 1977 geg. 1950 |
| -------------------------- | ---------------------------- |
| Großbritannien             | 18 %                         |
| Japan                      | 19 %                         |
| Frankreich                 | 21 %                         |
| Italien                    | 22 %                         |
| Schweden                   | 23 %                         |
| Niederlande                | 27 %                         |
| Belgien                    | 35 %                         |
| USA                        | 40 %                         |
| Schweiz                    | 42 %                         |
| Bundesrepublik Deutschland | 44 %                         |

Der Binnenwert des Pfundes unterlag in der Zeit seiner Existenz zahlreichen Schwankungen, die aber vor allem durch seine Anbindung an Edelmetallwerte (Goldstandard oder Silberstandard) begrenzt wurden. Die Bibliothek des britischen Unterhauses hat hierzu ein Dokument veröffentlicht, welches diese Schwankungen seit 1750 dokumentiert.
Das Dokument besagt, dass zwischen 1750 und 1914 der Wert der Währung, vor allem bedingt durch Ereignisse wie Krieg und Ernteerträge, von Jahr zu Jahr zwar erheblich schwankte, aber im langjährigen Verlauf relativ stabil war. So betrug der Index-Wert des Pfundes 1750 5,1 und erreichte 1813 einen Höhepunkt von 16,3. Die allgemeine Schwankungsbreite war bis 1914, als der Wert 9,8 betrug, zwischen 8,5 und 10,0. 1920 wurde mit 25,3 ein neuer Höhepunkt erreicht, bis Mitte der 1930er fiel er wieder auf 15,8.
1940 betrug der Index 20; seither steigt er an. Die Indizes betrugen beispielsweise 33,0 im Jahr 1950, 49,1 im Jahr 1960, 73,1 im Jahr 1970, 263,7 im Jahr 1980 (= das 3,6fache des Betrages von 1970). 497,5 im Jahr 1990, 671,8 im Jahr 2000 und 757,3 im Jahr 2005.
Umgekehrt proportional zum Index fiel die Kaufkraft eines Pfund-Betrages: 100 Pfund des Jahres 1940 hatten 1950 noch 60,6 % ihrer Kaufkraft, 1960 noch 40,7 %, 1970 noch 27,4 %, 1980 noch 7,58 % (es hatte also 92,4 % seines Wertes verloren). Die Deutsche Mark und der Schweizer Franken waren sehr viel wertstabiler (siehe Tabelle).

### GBp (Pence)
Das offizielle Währungskürzel lautet GBP und wird generell verwendet außer bei Aktienkursen für den Handelsplatz London Stock Exchange. Diese Kurse werden in GBp (Pence), der 1/100-Einheit angezeigt.

## Trivia
Die größte britische Münze hat einen Nennwert von 15.000 Pfund. Sie besteht aus 15 kg Gold und wurde Anfang 2022 zum 70. Thronjubiläum der Königin von der Royal Mint hergestellt.